# ファイターズヒストリー
『ファイターズヒストリー』（FIGHTER'S HISTORY）は、データイーストが製作したアーケード用対戦型格闘ゲームのシリーズである。家庭用ゲーム機への移植版が出ている。

## 概要
『ストリートファイターII』ブームに乗じて登場した対戦格闘ゲームシリーズの一つ。第一作目『ファイターズヒストリー』は多々ある格闘ゲームの中で唯一カプコンに著作権問題で訴訟を起こされたが、当時アーケードゲーム情報雑誌の大手であった『ゲーメスト』1994年12月30日号に、最終的には和解にいたった旨を告げる記事が掲載された（この訴訟が起こった際ゲーム誌で最初に報じたのが同誌だった）。なお、データイースト側の最大の言い分は「『対戦空手道 青春美少女編』こそが対戦格闘ゲームの元祖である」というものであった。
主な特徴として、キャラクターの弱点を3回攻撃する（弱点にヒットさせる技はどんな技でもよい）と、その弱点が外れてキャラクターが気絶する（気絶するのは各ラウンドに一回のみ）という「弱点システム」がある。
弱点の位置は頭部、胸元、足元などとキャラクターごとに異なっており、それにより当てやすさ＝気絶させやすさが変わってくる。また、本シリーズには連続技を喰らっている最中でもレバー下要素に入力するか否かで「立ちやられ」「しゃがみやられ」を変化させることが可能という特徴があり、これにより敵の攻撃が弱点部分へ当たることをある程度回避できる（攻撃がハイキックなどなら完全に空振りになる場合もある）。ただし足元に弱点を持つキャラクターの場合は立ってもしゃがんでも、ほとんどその位置は変わらない。

## シリーズ一覧

### ファイターズヒストリー
ストーリー
一年に一度だけ開催される世界異種格闘技選手権大会「グレートグラップル」。常勝無敗の帝王「K」が主催するイベントである。かつては、世界最強を自負する格闘家たちが集うにふさわしいイベントであった。しかし、優勝者は常にKであった。決して表の世界には姿を現さない彼のことを、人々は「伝説の神の使い」と呼び恐れていた。もはや開催の是非さえも問われていた「グレートグラップル」。しかし、今年も命知らずの9人の格闘家が名乗りを上げてきた。ある者は破格のファイトマネーに魅せられて、またある者は、格闘家の名誉のために。
1993年稼動。コントロールパネルは『ストリートファイターII』と同様に1レバー、スタートボタン、そしてパンチとキックのボタンがそれぞれ弱・中・強の3つずつというものだった。最終ボスであるKとは同社のアクションゲーム『カルノフ』の主人公・カルノフである。
本作では弱点システムはただ気絶するだけではなく、同じ技でも弱点部位に当たった場合はダメージが大きくなる。
家庭用向けには1994年5月27日にスーパーファミコン（以下SFC）版が発売されている。SFC版では条件を満たせば、中ボスのクラウンと最終ボスのカルノフが使えるようになる。また、2011年7月19日よりPC向けダウンロード配信サービスプロジェクトEGGにてSFC版のみ配信されている。2022年7月22日には『スーパーファミコン Nintendo Classics』収録ソフトの一つとして配信された。

### ファイターズヒストリーダイナマイト
ストーリー
決して表の世界に姿を現さない謎の格闘家「K」が主催した「グレートグラップル」。1年前、敗北を喫し、屈辱の炎に身を焦がした「K」が、再び格闘家たちを呼び寄せた。1年間の鍛錬により、驚異的な新必殺技を身に付けた前大会参加者の9人を加え、謎の格闘家「K」に挑むため、 新たに2人の格闘家が集結した。今、熱い闘いの幕が切って落とされようとしていた。
1994年3月17日稼動の続編。日本国外での名は『KARNOV'S REVENGE（カルノフズリベンジ）』。この作品は、SNKのアーケード筐体Multi Video System（MVS）向けに製作されており、操作系は6ボタン制から4ボタン制に変更された（パンチ、キックそれぞれ弱・中・強の三段階であったのが、弱・強の二段階になった）。また、MVS筐体向けに製作されたため、家庭用ネオジオでも発売された。122M。
新システムとして「ワンツー攻撃」が存在する。弱攻撃をヒットorガードさせたときに強攻撃を押すと、弱攻撃のスキが軽減され、連続技になり易い。インストラクションカードには載っていないが、家庭用ネオジオの説明書の最終1ページのほとんどがこのシステムの説明に当てられており、そこには「ワンツー攻撃」というシステム名が記載されている。
使用可能キャラクターは、前作から引き続き登場の11人（ボスキャラクターのクラウンとカルノフも含む。この2人はCPU戦では前作に引き続きボス役である）に、新キャラクターとして韓国人の女性テコンドー使い柳英美（リュウ・ヨンミー）とケニア人の空手家ザジィ・ムハバの2人が加わり、全部で13人。継続して登場するキャラクターの中でカルノフのみグラフィックが全面的に変更されている。その他の続投キャラクターの一部にも新技が追加され、インストラクションカードに無い隠し必殺技を持つキャラクターもいる（家庭用ネオジオの説明書にもコマンドは未記載だが「説明書に載ってない必殺技があるかもしれない」とのみ記載されている）。
難易度設定をノーマル以上（MVSではLEVEL2以上）にして全試合を1ラウンドも落とさず勝ち進むと『空手道』シリーズのボーナスゲームに登場する牛（オックス）がシークレットボスとして出現する。メモリーカードを駆使してもノーミスクリアにはならない。この牛は、どのハードでもプレイヤーキャラクターとして使用不可能。
家庭用向けには、1994年4月28日にネオジオROMカセット版が、同年の9月9日にネオジオCD版が、1997年7月4日にセガサターン版がそれぞれ発売され、2010年6月8日にはWiiのバーチャルコンソールでネオジオ版が配信された。セガサターン版のパッドでは一部のキャラクターを操作する上で要求される攻撃ボタン4つの同時押しがアーケードのコントロールパネルやネオジオスティックなどでの操作と比べると困難であるが、CボタンとZボタンを4ボタン同時押しと同等の機能に割り振ることでその解決をつけている。また、2011年7月26日にはPC向けダウンロード配信サービスプロジェクトEGGでもネオジオ版が配信されている。2017年11月16日からはアケアカNEOGEOの1作品として、PlayStation 4、Xbox One、Nintendo SwitchのそれぞれでMVS版が配信されている。レイティングはCERO：B（12才以上対象）。

### ファイターズヒストリー 〜溝口危機一髪!!〜
CPUバトルストーリー
三度開催される「グレートグラップル」。「K」を愚弄し、格闘家たち全てを嘲る謎の主催者「C」。彼の正体を暴くため、また、己の実力を問うため、8人の格闘家が参加の名乗りを挙げた。
溝口モードストーリー
浪花を愛する溝口の目前で、浪花のシンボル“タコヤキ屋 浪花一番”の看板が奪われた。犯人は、全身から鈍い光を放つ謎の男。格闘家からの情報を頼りに、看板を取り戻すため、溝口は旅立つ。
1995年2月17日にSFC版で発売されたシリーズ内で唯一の家庭用のみの作品。本来は『ダイナマイト』のSFC版移植作品であるはずが、色々とアレンジされた上に、家庭版『ダイナマイト』にはないオリジナルモードもあり、主人公が溝口になっている。結果的には『ダイナマイト』の続編的作品となっている。
主なモードとして、クエストモード的な「溝口モード」（溝口以外のキャラクターは使用不可。このモードのサブタイトルは『FIGHTER'S HISTORY 浪花快男児篇』）、タッグバトル、サバイバル、プラクティスの3モードの中から好きなモードが選べる「エクストラモード」がある（その他のモードはSFC版初代からほぼ引き継がれている）。
使用可能キャラクターは9人で、前作『ダイナマイト』から5人（レイ、ジャン、マーストリウス、サムチャイ、マットロック）が削除され、新キャラクターとして同社のアクションゲーム『チェルノブ』の主人公・チェルノブが最終ボスおよび隠しキャラクターに加わっている（削除された5人とCPU専用だった牛は「溝口モード」でストーリー進行中に少しだけ登場）。
前作『ダイナマイト』のセガサターン版と同様、攻撃ボタン4つ同時押しがボタン1つで代用できるようになっている（初期設定ではRボタン）。プラクティスモードは、当時としては珍しい連続技の練習モードで、各プレイヤーの多段コンボを2Pキャラクターが指南してくれる。お題をすべてクリアすると本作で追加された新必殺技のコマンドを教えてもらえる。

## 登場キャラクター
年齢は発売当時のもの。

### 初代から登場
レイ・マクドガル（Ray McDougal）
- 1967年3月21日生
- 身長：185cm
- 体重：92kg（初代）、90kg（『ダイナマイト』）
- 血液型：B型
- 年齢：25歳（初代）、26歳（『ダイナマイト』）
- 星座：牡羊座
- 出身地： アメリカ
- 職業：刑事
- 格闘スタイル：マーシャルアーツ
- 好きなもの：カレーライス、ハンバーガー、コーヒー
- 嫌いなもの：タバコ、医者
- 弱点：ランニングシャツの稲妻マークのアップリケ（攻撃を受けると外れる）

初代と『ダイナマイト』の主人公。ロス市警に勤務している刑事。
自分の力量を試すためにグレートグラップルに参加。
『溝口危機一髪!!』の「溝口モード」では、職務として“極悪盗難犯人”チェルノブを追い詰めるも、最終的には逃げられている。
ゲームに登場するキャラクターの中では唯一カルノフとお互いを認め合った友情を育んでいる。
嫌いなものにタバコを挙げているが、『ダイナマイト』のエンディングでは喫煙しているシーンがある。
劉 飛鈴（リュウ・フェイリン）（Liu Feilin）
- 1966年11月1日生
- 身長：169cm
- 体重：?kg
- スリーサイズ：B84 W53 H83
- 血液型：O型
- 年齢：26歳（初代）、27歳（『ダイナマイト』）、28歳（『溝口危機一髪!!』）
- 星座：蠍座
- 出身地： 中国
- 職業：女優
- 格闘スタイル：蟷螂拳
- 好きなもの：強くて美しい自分、杏仁豆腐
- 嫌いなもの：爬虫類
- 弱点：上半身の胸当て

中国の女優（主に京劇に出演）。自称「世界の大女優」（『溝口危機一髪!!』より）。人呼んで「暗殺拳の女王」。
ナルシスティックな性格で、基本的に功名心と売名のために戦っており、大会参加の理由も映画製作のためなどである。
上記の理由に加えて高飛車な性格から、登場人物のほぼ全てに嫌われており、特にヨンミーからは格闘技の女王の名を巡って格別に憎まれている。
嘉納 亮子（かのう りょうこ）（Ryoko Kano）
- 1977年1月21日生
- 身長：157cm（初代）、158cm（『ダイナマイト』）、159cm（『溝口危機一髪!!』）
- 体重：56kg（初代）、57kg（『ダイナマイト』）、58kg（『溝口危機一髪!!』）
- 血液型：B型
- 年齢：16歳（初代）、17歳（『ダイナマイト』）、18歳（『溝口危機一髪!!』）
- 星座：水瓶座
- 出身地： 日本
- 職業：高校生
- 格闘スタイル：柔道
- 好きなもの：柔道、トンカツ、祖父（嘉納 厳五郎）
- 嫌いなもの：不真面目な人、シイタケ
- 弱点：ハチマキ

柔道家の女子高生。溝口のことをかなり嫌っている。「都立英華女子高等学校」に通っている（『溝口危機一髪!!』より）。
初代では行方不明の祖父を超えるために柔道が世界一であることを示そうと参戦、『ダイナマイト』では柔道の試合では危険過ぎて使えない大技を実際に人間相手に試すために参戦。『溝口危機一髪!!』の「溝口モード」では学生服の姿でも登場している。鍛錬を続けた結果、厳五郎の技・超山嵐より強力な技を生み出した。
『ゲーメスト』の読者投稿にて、柔道経験者から彼女の投げ技の動画が実際の柔道の投げ技の動きを忠実に描写されていることを書いた記事が掲載されている（他の格闘ゲームでは投げっぱなしの描写が多く、忠実に再現されていない）。
声を担当したのは声優として活動していた社員の女性で、攻略ビデオでもメインナレーターを務めている。
マットロック・ジェイド（Matlok Jade）
- 1968年7月12日生
- 身長：172cm
- 体重：60kg
- 血液型：O型
- 年齢：24歳（初代）、25歳（『ダイナマイト』）
- 星座：蟹座
- 出身地： イギリス
- 職業：ミュージシャン
- 格闘スタイル：パンクス（具体的に何がパンクなのかは不明）
- 好きなもの：自分が出演するライブ、伝説のギター
- 嫌いなもの：ヘビメタ、ピクルス
- 弱点：サングラスとヘッドホン（外れるときはセットで外れる）

パンク・ロック・バンドをやっている青年。
初代ではカルノフが持つ伝説のギター「ゴールドアックス」を手に入れるため、『ダイナマイト』では戦いを忘れて以来薄れてしまった熱いソウルを取り戻すために闘う。
サムチャイ・トムヤムクン（Samchay Tomyamgun）
- 1971年11月11日生
- 身長：190cm
- 体重：77kg
- 血液型：AB型
- 年齢：21歳（初代）、22歳（『ダイナマイト』）
- 星座：蠍座
- 出身地： タイ
- 職業：ムエタイ選手
- 格闘スタイル：ムエタイ
- 好きなもの：幼い兄弟たち、クイテウ（タイの麺料理） 、ワイクル
- 嫌いなもの：貧しさ、弱い対戦相手
- 弱点：両肩それぞれの付近にあるアームバンド

ムエタイ使い。貧困の生活から抜け出るために闘う。必殺技の名前は全てタイ語である。
初代のキャラクターセレクトでの初期カーソルは1P側・2P側の両方とも、このキャラクターに合わせられている。
ジャンから嫌われているが、本人はそれに対して感情を表に出すことがほとんどない。
李 典徳（リー・ディエンドー）（Lee Diendou）
- 1965年8月14日生
- 身長：175cm
- 体重：75kg
- 血液型：A型
- 年齢：28歳（初代）、29歳（『ダイナマイト』）、30歳（『溝口危機一髪!!』）
- 星座：獅子座
- 出身地： 中国
- 職業：船頭
- 格闘スタイル：八極拳
- 好きなもの：シイタケ、自然、自己鍛錬
- 嫌いなもの：功夫の足らぬ者、自動車
- 弱点：膝（攻撃を受けるとズボンの膝部分が破れる）

功夫（クンフー）使いの中国人。
戦う理由は初代では父・厳徳の仇であるカルノフを討つため、『ダイナマイト』では自己鍛錬。
厳徳は地元では「覇王」と呼ばれる程の実力者であり、息子の典徳もそれにならって「小覇王」と呼ばれているとのこと。
なお、ゲーム中では名前は中国語読みの「ディエンドー」ではなく、日本語読みで「テントク」と呼ばれていた（父の名も「ゲントク」と呼ばれている）。
第3作の『溝口危機一髪!!』ではデザインが一部変更されており、道着の下にシャツを着用している。
溝口 誠（みぞぐち まこと）（Makoto Mizoguchi）
- 1966年1月1日生
- 身長：188cm
- 体重：95kg
- 血液型：B型
- 年齢：27歳（初代）、28歳（『ダイナマイト』）、29歳（『溝口危機一髪!!』）
- 星座：山羊座
- 出身地： 日本
- 職業：高校生
- 格闘スタイル：喧嘩
- 好きなもの：牛丼、浪速恋しぐれ、千絵（彼女）
- 嫌いなもの：いちびってる奴（河内弁で「調子に乗って騒がしい奴」の意）、病気
- 弱点：ハチマキ

20代後半の高校生で、自称「喧嘩百段」。バンカラ調の学ラン姿で、バリバリの大阪人。
自分が世界最強の番長だということを世間に知らしめるためにグレートグラップルに参加。
初代と『ダイナマイト』ではリーに勝った時の台詞がかなり挑発的であり、何らかの因縁があった模様。
その極めて濃いキャラクター性から『ファイターズヒストリー』を代表するシンボル的な扱いを受けており、漫画版と『溝口危機一髪!!』ではレイを差し置いて主人公に抜擢され、さらに『水滸演武』、『JOE＆MACリターンズ』へのゲスト出演した他、『KOF MAXIMUM IMPACT REGULATION "A"』、『喧嘩番長3 全国制覇』、『餓狼伝説VS.ファイターズヒストリーダイナマイト』など他社作品にも出演を果たしている。
『溝口危機一髪!!』ではたこ焼き屋「浪花一番」の名物と言われているオブジェのタコがチェルノブによって盗まれたため、それを取り返そうとチェルノブを追う。
全作品のエンディングで謎の男に毎回連れ去られ、「全地球爆拳闘大会」に無理矢理招待選手として参加させられてしまう（ただし毎回優勝している）。
ジャン・ピエール（Jean Pierre）
- 1969年9月15日生
- 身長：183cm
- 体重：63kg（初代）、95kg（『ダイナマイト』）
- 血液型：AB型
- 年齢：23歳（初代）、24歳（『ダイナマイト』）
- 星座：乙女座
- 出身地： フランス
- 職業：大学研究員（ソルボンヌ大学で地質学を研究している）
- 格闘スタイル：体操
- 好きなもの：クロワッサン、エスプレッソ、バラのサラダ
- 嫌いなもの：サムチャイ（貧乏くさい為）、犬のフン
- 弱点：足の太ももに装着しているレッグバンド

キザなフランス人の体操選手で大金持ち。体操をベースとしたオリジナルの格闘技で戦う。
初代では体操の技術を確かめるために気楽に参戦、『ダイナマイト』では前作での優勝に慢心して衰えた自分の体操技術を鍛え直し、改めてその確かさを試すために参戦。
『溝口危機一髪!!』のストーリーモードでは溝口を飛行機に乗せるが、乗せた場所がフロントボディで、飛行中にそのまま韓国へと落としていった。同作品の通常モードに登場するクラウンは彼の変装である。
初代のエンディングではグレートグラップルで戦った亮子をアトランタオリンピックの会場で見かけて驚いていた。『ダイナマイト』では優勝賞金で古城を手に入れるも、急な大地震で城はいきなり崩壊してしまう。
『ダイナマイト』での追加技「ロンダート」は、レバーを前に入れて溜めるという非常に珍しいコマンド。
マーストリウス（Marstorius）
- 1949年6月9日生
- 身長：203cm
- 体重：140kg（初代）、150kg（『ダイナマイト』）
- 血液型：O型
- 年齢：43歳（初代）、44歳（『ダイナマイト』）
- 星座：双子座
- 出身地： イタリア
- 職業：プロレスラー
- 格闘スタイル：プロレス
- 好きなもの：プロレス、ネコ、スイカ、トレーニング
- 嫌いなもの：プロレスをバカにする者、プロレス以外の格闘技
- 弱点：両足首のレッグウォーマー

プロレスラー。『ダイナマイト』では、投げ技「ダブルジャーマン」の間合いがとても広い。
妻は彼そっくりの大女で、彼よりも強い（『ダイナマイト』の本人のエンディングより）。
初代ではプロレスが最強の格闘技であることを示そうと参戦、『ダイナマイト』では、前大会後からずっと闘いから離れていることを妻に危惧され、己を鍛え直すために参戦。
クラウン（Clown）
- 1960年8月29日生
- 身長：179cm
- 体重：64kg
- 血液型：A型
- 年齢：32歳（初代）、34歳（『ダイナマイト』）、35歳（『溝口危機一髪!!』）
- 星座：乙女座
- 出身地： 不明
- 職業：クラウンズサーカスオーナー（初代ではピエロ）
- 格闘スタイル：ピエロ
- 好きなもの：可愛い男の子、トランプ占い、料理（野菜中心）、エステ
- 嫌いなもの：可愛くない男の子、肉の脂身、夜更かし
- 弱点：仮面（攻撃を喰らって外れた後の素顔はピエロのメイクをしている）

初代と『ダイナマイト』での中ボスで、ピエロの姿をしたゲイである。『ダイナマイト』の自身のステージの背景に掲げられている肖像画のとおり不細工な男だが、本人は自分を美しいと思っている。サーカス曲芸とマジックを使ったスピーディーなオリジナルの格闘スタイルで闘う。
初代ではサーカス団の一員だったが、『ダイナマイト』以降は独立しサーカス団「クラウンズサーカス」を設立している。『溝口危機一髪!!』での英美（ヨンミー）によると「変なものを集めている」とのこと。
『ダイナマイト』のエンディングでは優勝そっちのけで街で美少年のナンパに精を出し格闘家たちの怒りをかっていた。『溝口危機一髪!!』 のエンディングではジャンに取って代わられていたことが判明する。
カルノフ（Karnov）
- 1944年12月25日生
- 身長：167cm（初代）、180cm（『ダイナマイト』、『溝口危機一髪!!』）
- 体重：98kg（初代）、135kg（『ダイナマイト』、『溝口危機一髪!!』）
- 血液型：A型
- 年齢：49歳（初代）、50歳（『ダイナマイト』）、51歳（『溝口危機一髪!!』）
- 星座：山羊座
- 出身地： ロシア
- 職業：神の使い
- 格闘スタイル：不明
- 好きなもの：財宝、権力、はしご
- 嫌いなもの：懲りない挑戦者、農作業
- 弱点：ターバン（初代）、ネックレス（『ダイナマイト』以降）

初代と『ダイナマイト』での最終ボスで、アクションゲーム『カルノフ』の主人公。初代の設定は“（ロシアの）大富豪”であったが、『ダイナマイト』以降は“神の使い”となっている。
また、シリーズにおいて体格の変化が見られ、初代では筋肉質であったのに対し『ダイナマイト』以降では同ゲームの容姿と必殺技の追加に合わせる形で肥満体のような身体つきに変わっている。
大武闘会「グレートグラップル」を主催。初代で破れたため（腹の傷はその時に受けたもの）、続編の『ダイナマイト』では優勝者にリベンジしようと目論むが、返り討ちに遭っている。
『ダイナマイト』での敗北の後は引退を考えていたが、神より「カルノフを愚弄するチェルノブを倒せ」とのお告げを受け、再起を誓う。『ダイナマイト』のエンディングでは格闘家養成施設「カルノフの穴」を設立、『溝口危機一髪』のエンディングでは梯子を上って神の元へと帰った。
『ダイナマイト』以降の彼のステージBGMは『カルノフ』のメインテーマ「カルノフ・テーマ」のアレンジ。

### 『ダイナマイト』から登場
柳 英美（リュウ・ヨンミー）（Liu Yungmie）
- 1972年1月2日生
- 身長：166cm（『ダイナマイト』）、167cm（『溝口危機一髪!!』）
- 体重：54kg（『ダイナマイト』）、53kg（『溝口危機一髪!!』）
- 血液型：AB型
- 年齢：21歳（『ダイナマイト』）、22歳（『溝口危機一髪!!』）
- 星座：山羊座
- 出身地： 韓国
- 職業：ツアーコンダクター
- 格闘スタイル：テコンドー
- 好きなもの：テコンドー、両親、焼肉
- 嫌いなもの：弱い人、お酒
- 弱点：腰巻き（サッシュ）

幼少時からテコンドーを学びあらゆる大会を総なめにした、人呼んで「テコンドーの女王」。だが専業格闘家ではなく、職業はツアーコンダクター。
3年前にカルノフに挑み行方不明となった格闘家の両親の消息を求めてグレートグラップルに参加するが、エンディングで父はカルノフに敗れ自害、母も姿を消したことを知る。
次作『溝口危機一髪』では目的が「大嫌いなフェイリンをぶちのめす」というものになっている。
ザジィ・ムハバ（Zazie Muhaba）
- 1959年8月20日生
- 身長：203cm
- 体重：100kg
- 血液型：O型
- 年齢：35歳（『ダイナマイト』）、36歳（『溝口危機一髪!!』）
- 星座：獅子座
- 出身地： ケニア
- 職業：アフリカ自然保護友の会会長
- 格闘スタイル：空手
- 好きなもの：アフリカの大自然、動物、北東真館空手
- 嫌いなもの：密猟者、自然を破壊する者
- 弱点：ハチマキ

自然と動物を愛する空手家。自然保護のための資金を稼ぐために戦う。
必殺技の「デシカカト（『溝口危機一髪!!』ではファイヤーカカト）」は『ダイナマイト』に限り、初動のコマンドがレバー上という、他の行動中に入力することを前提としたコマンドになっていた。
オックス（Ox）
『ダイナマイト』で登場する牛で、シークレットボス。『空手道』のボーナスステージに登場していたのと同じ牛である。
勝つと二本足で立ってポージングを決める。
カルノフはオックスを大会に招聘しておらず、牛の乱入を不思議に思っていた。
弱点は角。『溝口危機一髪!!』では、エンディングで溝口が謎の男に連れ去れる際にカメオ出演。

### 『溝口危機一髪!!』に登場
チェルノブ（Chelnov）
- 生年月日・年齢・身長・体重・血液型：すべて不明
- 出身地： ロシア共和国?
- 職業：元科学者（炭鉱夫）?
- 格闘スタイル：不明
- 弱点：ヘルメットのアイシールド

『溝口危機一髪!!』での最終ボスで、アクションゲーム『チェルノブ』の主人公。
『チェルノブ』のエンディングで射殺されたと思われたが、瀕死の重傷を負っただけでなんとか生き延びたとのこと。
『溝口危機一髪!!』では「全世界のムダをはぶく」という理由で世界中で盗みを働いており、作中でたこ焼き屋「浪花一番」のオブジェのタコを盗んだ理由は、「グニャグニャしたハリボテの看板が嫌いだから」という理由だった。そのために、わざわざロシアから大阪のミナミに来て盗んだらしい。
また、彼がグレートグラップルを開催した理由は「有名な格闘家を倒し、世界に自分の存在と正義をアピールする」ためである。
彼のステージでは『チェルノブ』のメインテーマが流れる。

## 漫画版
津雲幻一郎による漫画版が、『コミックゲーメスト』1994年9月号から1995年9月号にかけて連載された。物語の展開、一部の登場人物の性格・立場共に原作ゲームとは異なっている（溝口が主人公扱いになっている）。単行本はゲーメストコミックスより全2巻（絶版）。
1. ISBN 978-4-8819-9162-6
2. ISBN 978-4-8819-9203-6

## その他
キャラクターの台詞には現地語を使用、声優にはイタリア、フランス、韓国などから母語話者を採用するなどしている。

## 関連作品
- 『カルノフ』 - シリーズ全作に登場したカルノフの初登場作品。
- 『空手道』 - 『ダイナマイト』に登場したオックスの初登場作品。
- 『チェルノブ』 - 『溝口危機一髪!』に登場したチェルノブの初登場作品。
- 『水滸演武』 - プレイステーション版『水滸演武』に隠しキャラクターとして溝口が登場。セガサターンで発売されたシリーズ2作目の『水滸演武 風雲再起』では、溝口とヨンミーが通常選択できるキャラクターとしてゲスト出演している。
- 『JOE&MAC リターンズ』 - 溝口が敵キャラクターとして登場。
- 『KOF MAXIMUM IMPACT REGULATION "A"』 - 溝口が登場。
- 『喧嘩番長3 全国制覇』 - 溝口が隠しキャラクターとして登場。
- 『餓狼伝説VS.ファイターズヒストリーダイナマイト』 - 溝口が主役として登場。その他のキャラクターも敵として登場している。